# Александър Рахманов
Александър Рахманов (на руски: Александр Рахманов) е руски шахматист, гросмайстор.

## Биография
Роден е на 28 август 1989 година в град Череповец, Русия, СССР.
През 2013 година спечелва първенството на северозападния федерален окръг в Русия и откритото първенство на Дубай.
Рахманов става международен майстор през 2006 година и гросмайстор година по-късно.

## Турнирни резултати
- 2009 – Воронеж (първо място в майсторския турнир на „Воронеж Оупън“)[3]
- 2012 – Барселона (второ място след тайбрек с резултат 8 точки от 10 възможни)[4]
- 2012 – Гуаренас (първо място на международния турнир „Douglas Martinez“ с резултат 7 точки от 9 възможни)[5]